# Maison de Christophe Colomb
Pour les articles homonymes, voir Christophe Colomb (homonymie).
 (avril 2025).
La maison de Christophe Colomb à Gênes, en Italie, est une reconstruction datant du XVIIIe siècle de la maison dans laquelle Christophe Colomb aurait grandi.

## Description
La maison est située à l'extérieur des murs de Gênes du XIVe siècle. À la Renaissance, le quartier connaît un boom des constructions, principalement constitués de logements sociaux.
Colomb est né en 1451 et des documents historiques indiquent qu'il a vécu ici entre 1455 et 1470 environ. À cette époque, la maison avait deux ou peut-être trois étages, avec un magasin au rez-de-chaussée et la porte d'entrée à gauche du magasin.
Selon l'historien Marcello Staglieno, la maison d'origine a probablement été détruite lors du bombardement français de Gênes en 1684. EIle a été reconstruite au début du XVIIIe siècle sur la base des ruines d'origine. L'édifice reconstruit avait cinq étages. Cependant, les étages supérieurs ont été construits en plaçant leurs poutres sur les bâtiments voisins. Lorsque les bâtiments voisins furent démolis vers 1900, dans le cadre de la construction de la Via XX Settembre, les étages supérieurs de la maison furent supprimés et elle fut réduite à sa hauteur actuelle de deux étages.
Actuellement, le bâtiment est un musée, sous la gestion de l'association culturelle génoise Porta Soprana. Sa situation centrale et son parking à proximité en font un lieu de rencontre apprécié des Génois.